# Нефертити (фильм)
Нефертити (итал. Nefertiti, figlia del sole) — художественный фильм 1994—1995 года совместного русско-итало-французского производства на тему из истории Древнего Египта. Режиссёром фильма выступил Ги Жиль, главную роль исполнила итальянская модель (Мисс Италия, Мисс Европа 1987 года) и актриса Микела Рокко ди Торрепадула.

## Сюжет

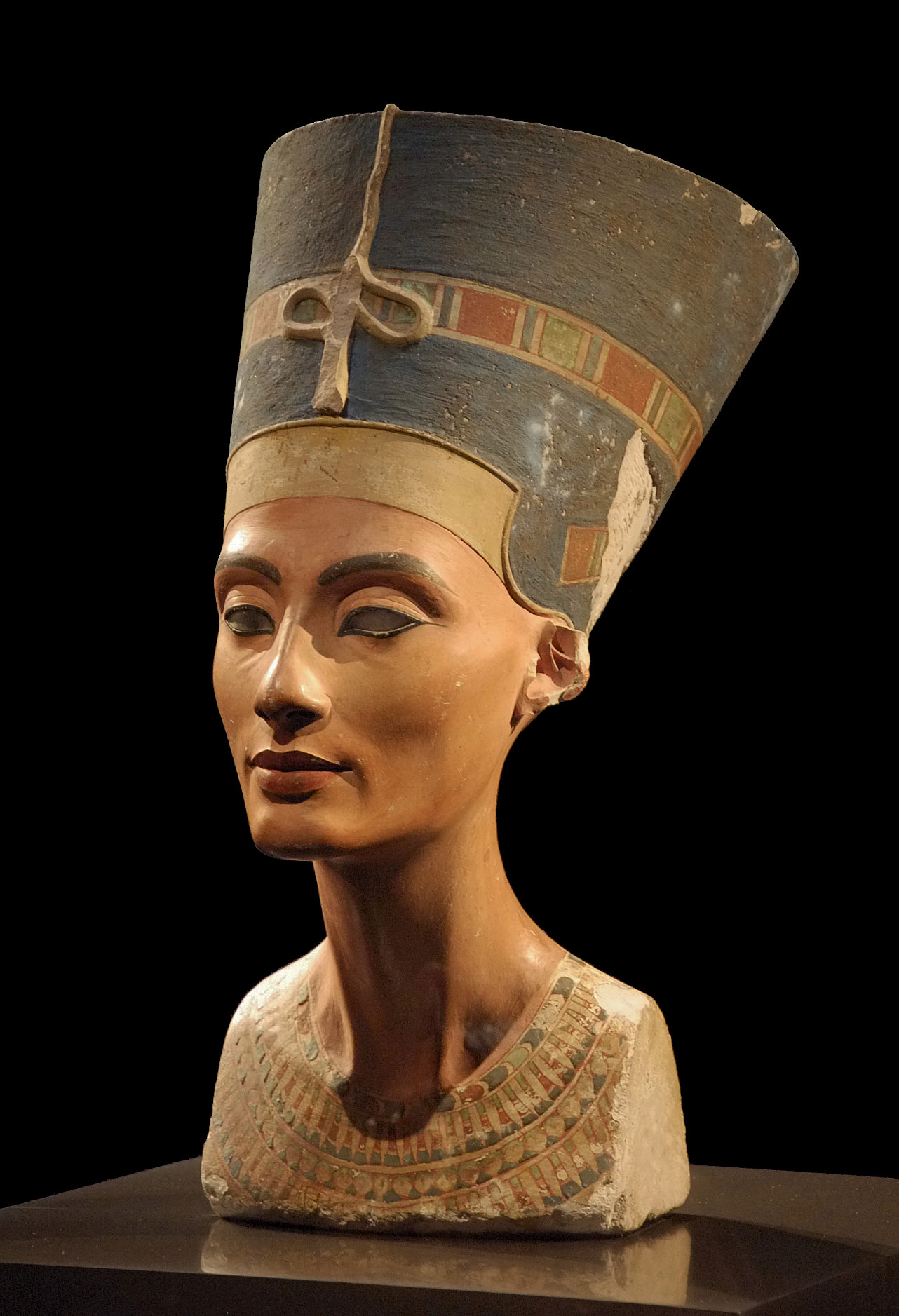
Оригинальный Бюст Нефертити. Новый музей, Берлин

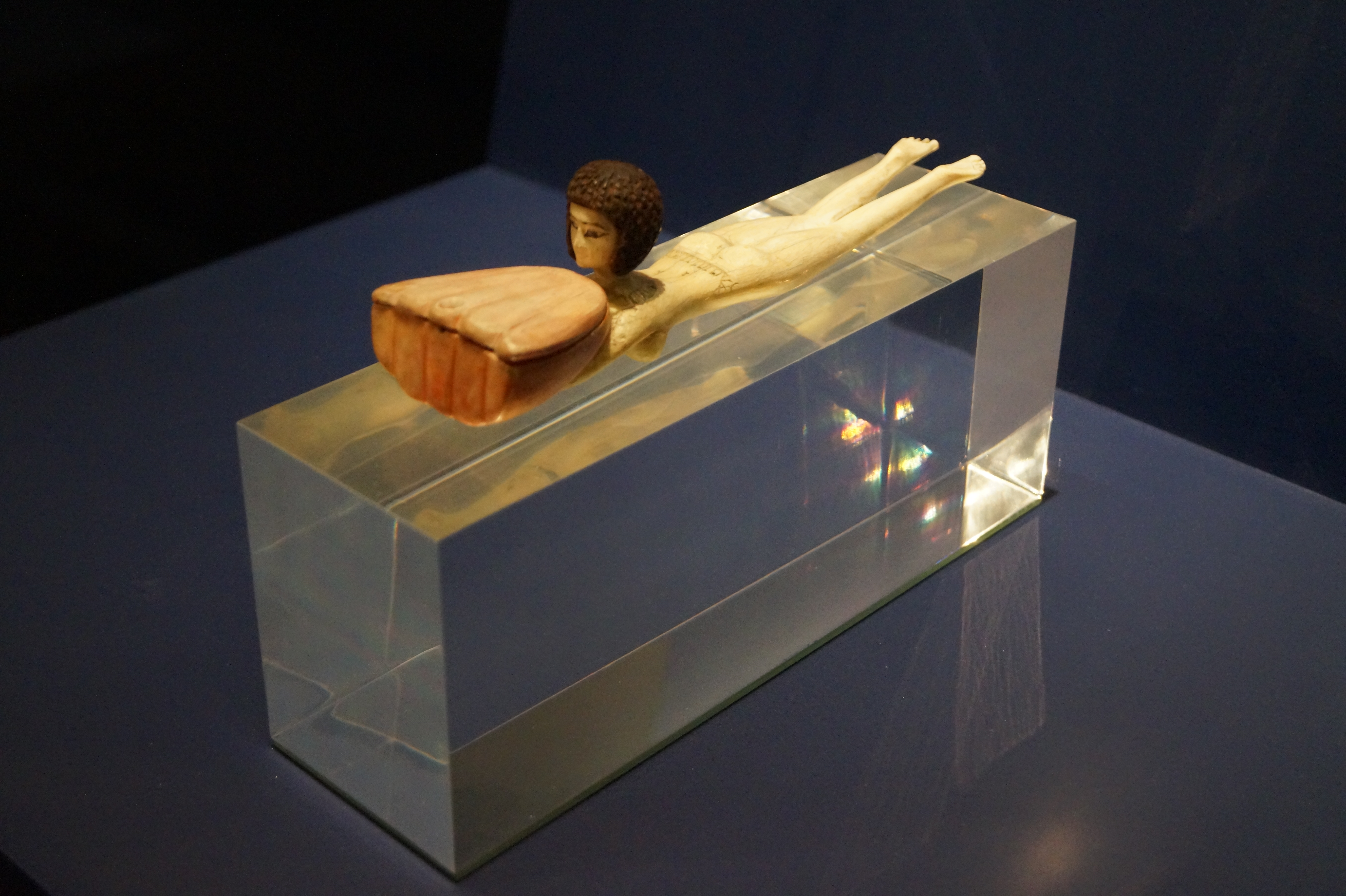
В фильме присутствует реквизит-копия косметической ложечки (1388—1351 до н. э.) из Пушкинского музея

В 1912 году некий археолог обнаруживает во время раскопок бюст Нефертити. У скульптурного изображения древней красавицы недостаёт инкрустации одного глаза.
События переносятся в далёкое прошлое, где митаннийская царевна Тадухепа влюблена в Ямо, но по желанию отца вынуждена стать женой египетского фараона Аменхотепа. Она верит в предсказание, гласящее, что однажды она станет правительницей большой империи. Фараон ждёт от молодой супруги (получившей новое египетское имя Нефертити) рождение сына, поскольку не видит достойного правителя в своём наследнике Эхнатоне, который одержим культом солнца.
После смерти Аменхотепа на трон вступает его сын Эхнатон, который вводит верховный культ Атона и делает Нефертити своей супругой и царицей. Ко двору новой столицы Ахетатона в поисках любимой прибывает Ямо, славящийся своим искусством скульптор. Главный скульптор Тутмос поручает ему изготовить бюст прекрасной царицы. Ямо просит её бежать с ним, но Нефертити не желает оставлять своих детей и больного мужа. Недовольные религиозной реформой жрецы ведут против фараона тайную борьбу, прибегают к чёрной магии и ядам, волнуют народ. Недовольство зреет и в связи с военными неудачами, потерей подконтрольных территорий. После смерти Эхнатона Нефертити с дочерьми бежит. Ямо находит брошенную на пол скульптуру Нефертити.
Археолог решает вставить инкрустацию глаза. Согласно древнему поверью, если это сделать, то обладатель статуи оживёт. И Нефертити появляется, чтобы воссоединиться с Ямо.

## В ролях
| Актёр                       | Роль                     |
| --------------------------- | ------------------------ |
| Микела Рокко ди Торрепадула | Тадухепа / Нефертити     |
| Бен Газзара                 | фараон Аменхотеп III     |
| Франсуа Негре               | фараон Эхнатон           |
| Антонелла Луальди           | царица Тия               |
| Джада Дезидери              | служанка Самгал          |
| Поль Блен                   | скульптор Ямо / археолог |
| Харрис Розенталь            | скульптор Тутмос         |
| Даниэль Дюваль              | жрец Монкутура           |
| Жак Пено                    | Боншард                  |
| Клеонас Шеннон              | Аракат                   |
| Мэрлин Патер                | гадалка Паркат           |
| Нини Крепон                 | Хори                     |
| Гай Куэвас                  | Мин                      |
| Геннадий Крынкин            | Эйе                      |
| Рита Заула                  | царевна дочь Нефертити   |
| Гийом Акор                  | военачальник Хоремхеб    |
| Ахмед Кассем                | Аззедин                  |
| Спартак Мишулин             | помощник Монкутура       |